# Акції протесту біля Верховної Ради України (2017—2018)
Акції протесту біля Верховної Ради України в 2017—2018 роках (також МіхоМайдан) — політична акція, що тривала у жовтні 2017 — березні 2018 під стінами Верховної Ради України. Акція була ініційована окремими політиками, громадськими та політичними рухами України (Автомайдан, Антикорупційний штаб, «Чесно», Ініціатива реальних дій, Центр протидії корупції та Реанімаційним пакетом реформ).

## Передумови
Колишнього президента Грузії Михеїла Саакашвілі під час перебування в політичному просторі України і, зокрема, на посаді голови Одеської ОДА, було неодноразово звинувачено у популістських методах управління з метою збільшення власного політичного рейтингу. Перебуваючи на посаді голови Одеської ОДА, неодноразово виступав із жорсткою критикою чинного уряду України, а особливо — міністра внутрішніх справ Арсена Авакова. Після звільнення з цієї посади остаточно пішов в опозицію і оголосив про прагнення створити політичну силу, яка мала б на меті перезавантаження влади та зміни правлячих еліт. 19 листопада 2016 року Саакашвілі оголосив про початок формування нової партії під назвою «Рух нових сил».
Взимку 2017 року група опозиційних народних депутатів за підтримки різних громадських організацій заявили, що на Донбасі йде "торгівля на крові" та розпочали блокаду транспортних шляхів. На окупованих територіях Донбасу працювали великі підприємства, які входили переважно до орбіти олігарха Ріната Ахметова. Вони відвантажували продукцію на підконтрольні Україні території залізницями та вантажними автомобілями. Основними ініціаторами блокади стали депутати Семен Семенченко, Володимир Парасюк та Єгор Соболєв. Їх підтримали партії "Самопоміч", "Свобода" та "Батьківщина". Пізніше саме ці політики та партії стануть союзниками Саакашвілі та основою для осінніх протестів проти Порошенка.
Наприкінці липня 2017 року Саакашвілі позбавили українського громадянства на підставі неправдивих даних, зазначених в анкеті. У документах, які заповнював Саакашвілі, було зазначено, що він не перебуває під слідством в Україні чи за її межами, коли насправді його заочно заарештували на території Грузії. На той момент Саакашвілі перебував у США. З цього моменту він був без громадянства. Саакашвілі заявив, що обов'язково повернеться в Україну з метою домогтися відставки Уряду та імпічменту Президента.
10 вересня 2017 року Саакашвілі вдалося за допомогою прихильників (зокрема, бійців батальйону "Донбас") повернутися на територію України, прорвавши блокпост на польсько-українському кордоні.

## Учасники
Політичні сили:
- «Свобода»,
- Європейська партія України,
- Національний корпус,
- Громадянський рух «Хвиля»,
- «Альтернатива»,
- «Громадянська позиція»,
- «Демократичний альянс»,
- «Рух нових сил»,
- «Об'єднання Самопоміч».

Народні депутати: Юрій Дерев'янко, Світлана Заліщук, Павло Костенко, Юрій Левченко, Сергій Лещенко, Мустафа Наєм, Володимир Парасюк, Олег Петренко, Єгор Соболєв, Семен Семенченко, Віктор Чумак.

## Вимоги учасників
1. Прийняття законопроєкту № 1068-2 для зміни виборчої системи.
2. Прийняття законопроєкту № 6773 для обмеження депутатської недоторканості.
3. Створення антикорупційних судів.

## Перебіг протестів

### Жовтень 2017
Акція протесту біля ВРУ почалася о 9:30 17 жовтня 2017 року. Організатори заявили, що мали за мету провести мітинги, щоб спонукати депутатів ухвалити ряд законопроєктів і прискорити судову реформу. Під час проведення акції відбулися сутички із правоохоронцями, згодом поблизу за участі окремих опозиційних нардепів було споруджено наметове містечко. Акцію було оголошено безстроковою. В результаті сутичок постраждав один поліцейський та троє учасників акції.
18 жовтня на акціях протесту зібралося 700 осіб. В результаті сутичок з правоохоронцями один протестувальник дістав поранення, 11 осіб було затримано, однак того ж дня їх відпустили. Також на акції протесту з'явився Саакашвілі. Саакашвілі заявив про намір залишитися під Радою до виконання парламентом заявлених вимог. Народний депутат Мустафа Найєм підтримав цей намір у своєму офіційному зверненні. У свою чергу Порошенко пообіцяв зустрітися з представником протестувальників Мустафою Найємом.
19 жовтня оргкомітет акції «Велика політична реформа» у спільній заяві оголосив про припинення вуличної акції до наступної сесії Верховної ради, зазначивши, що будуть продовжувати боротися за висунуті вимоги власними методами. Рух нових сил вирішив продовжити акції протесту біля Верховної Ради. Того ж дня організатори протесту передали до Адміністрації Президента законопроєкт про антикорупційний суд.
20 жовтня поліція висунула до протестувальників вимогу перенести намети до Маріїнського парку. Того ж дня колишній народний депутат від Партії регіонів Володимир Олійник заявив, що допомагає фінансувати акції протесту.
21 жовтня учасники акції протесту під стінами Верховної Ради вирішили зробити два наметових табори — військовий і цивільний.. Того ж дня правоохоронці затримали чоловіка зі зброєю, який прямував на акцію протесту під Верховною Радою.
22 жовтня сталася чергова сутичка між протестувальниками та правоохоронцями. Внаслідок сутички один поліцейський отримав поранення.
23 жовтня поліція заявила, що за увесь час акцій протестів у сутичках поранено 6 осіб, 3 осіб затримані, відкрито 3 кримінальні провадження.
24 жовтня кількість учасників акцій протестів зменшилася до 40 людей. Того ж дня Генеральний прокурор України Юрій Луценко заявив, що акції протести під Верховною Радою фінансують із-за кордону.
25 жовтня кількість учасників акцій протестів збільшилася до 100 людей.
26 жовтня суд заарештував нападника на поліцейського під час сутичок під Верховною Радою, які відбулися 18 жовтня 2017 року. Того ж дня Київрада попросила учасників протесту розблокувати проїжджу частину вулиці Грушевського, на якій були встановлені намети..
27 жовтня протести тривали.
28 жовтня протестувальники заявили, що розширюють свою зону протестів з Києва на регіони та розпочинають блокувати підприємства компанії Roshen у Вінниці, Яготині та Луцьку. Свою акцію вони назвали «Не купуй Рошен».
29 жовтня кількість протестувальників збільшилася до 400 осіб..
30 жовтня у Яготині на акції протестів прийшли 10 людей.
31 жовтня міністр внутрішніх справ Арсен Аваков розпорядився припинити посилену охорону Верховної Ради, аргументуючи це нераціональним витрачання ресурсів поліції. Пізніше керівник поліції Києва Андрій Крищенко надав розширене пояснення причин такого рішення, головною з яких є мала чисельність мітингувальників. Зорян Шкіряк, радник міністра внутрішніх справ Арсена Авакова заявив, що на охорону мітингу було витрачено 43 млн грн..

### Листопад 2017
1 листопада протести тривали.
2 листопада кількість наметів протестувальників зменшилася до 20 наметів на вулиці Грушевського (які самі учасники акції називають «військовий табір») і 40 наметів у Маріїнському парку (які самі учасники акції називають «політичний табір»).
3 листопада на вході в наметове містечко зі сторони Верховної Ради учасники акції встановили металеві огородження та дерев'яні барикади. Учасник акції Єгор Соболєв заявив, що конструкції були встановлені для захисту наметового містечка від тітушок.
6 листопада в Дніпропетровській області, поблизу села Лозоватка, співробітники Національної поліції зупинили автобус, який віз активістів на акцію протесту до Києва. Автотранспортний засіб мав розбите лобове скло, тож представники правоохоронних органів заборонили подальший рух автобуса. У результаті заборони пасажири перекрили трасу «Кривий Ріг — Кропивницький» та вимагали продовжити рух автотранспортного засобу. Вони заявили, що автобус був пошкоджений в результаті нападу невідомих на автомобіль. В той же день біля будівлі Вищого спеціалізованого суду Києва міхомайданівці напали на радника голови МВС Зоряна Шкіряка.
7 листопада у Верховній Раді відбулось голосування за новий проєкт Виборчого кодеку, який є однією з вимог протестувальників. Юрій Дерев'янко, Семен Семенченко та Юлія Тимошенко не взяли участь у голосуванні, хоча активно просували ідею зміни виборчої системи серед учасників акції.
12 листопада учасники акції провели «Марш обурених» у якому взяли участь близько 500 осіб. Вони вимагали імпічменту президента та створення антикорупційного суду.
17 листопада біля Верховної Ради учасники акції організували прес-конференцію на тему порушення кримінальних справ, допитів та обшуків у родинах ветеранів АТО, що беруть участь у протестах. Проте, прес-конференція не відбулась, бо жоден журналіст її не відвідав.
26 листопада двох активістів табору під Верховною Радою Анатолія Виногородського та Леоніда Литвиненка було затримано за розбійний напад у селі Бережинка на Кіровоградщині.

### Грудень 2017
17 грудня учасники акції здійснили «Марш за імпічмент». Під час маршу Саакашвілі виказав бажання захопити Міжнародний центр культури і мистецтв з метою його подальшого використання в якості штабу опозиційного руху. Під час спроби захоплення будівлі відбулися сутички активістів з військовослужбовцями, в результаті яких постраждало 60 нацгвардійців, 15 із них було госпіталізовано.

### Лютий 2018
4 лютого у столиці відбувся очолюваний Саакашвілі "Марш за майбутнє". У ньому взяли участь за різними оцінками від 2,5 до 10 тис. осіб. Цей протест прихильників Саакашвілі та противників президента Порошенка був першим у 2018 році та з часу судового рішення 26 січня про нічний домашній арешт для лідера РНС. Марш пройшов від парку Шевченка вулицею Володимирською до Михайлівської площі, потім вулицею Михайлівською до Європейської площі, де під Українським домом відбувся мітинг.
27 лютого 2018 року відбулися масові зіткнення працівників правоохоронних органів із прихильниками Саакашвілі. Протестувальники закидали силовиків під Радою камінням. Тоді поранення та травми отримали 14 поліцейських. Крім того, активісти накидали шини під будівлю Ради.

### Березень 2018
Зранку 3 березня 2018 року наметове містечко під Верховною Радою було розігнано силами поліції. Під час штурму табору у ньому перебувало від 70 до 100 осіб, усіх було затримано та доправлено до відділків поліції. Серед учасників акції було поранено щонайменше 2 осіб, один з яких отримав черепно-мозкову травму. Поранених доправлено до лікарні.
18 березня опівдні у центрі Києва відбулася остання велика акція протесту прихильників Саакашвілі. На неї прийшло близько 1-1,5 тисяч людей. Протестувальники тримали в руках плакати «Ми за новий закон про вибори», "Порошенко — це зубожіння, бідність, еміграція", перекреслені портрети Порошенка та президента Росії Володимира Путіна. Водночас на стінах ТРЦ «Глобус» біля Стелли Незалежності хтось вивісив плакати "Не продавай Україну за російські гроші" з перекресленими портретами Путіна, Сергія Курченка, Міхеїла Саакашвілі, Віктора Медведчука та нардепа Надії Савченко та "Долю України" зображеннями Путіна та Саакашвілі. Згодом стало відомо, що напередодні пізно ввечері 17 березня поліція затримала активістів "Руху нових сил", які хотіли встановити сцену на Майдані Незалежності для проведення акції.

## Реакція

### Реакція влади
Президент Порошенко заявив, що протестувальники створюють дестабілізацію в Україні і що організаторам протестів потрібна лише кров. Також він зазначив, що напередодні були зірвані спроби придбати зброю, а СБУ та Нацполіцією були знайдені схованки, склади зброї та вибухівки.
13 березня Національна поліція показала відеозапис, на якому народний депутат фракції «Самопоміч» Семен Семенченко виносить сумки з наметового містечка під ВР незадовго до його демонтажу 3 березня.

### Реакція ЗМІ
Реакція українських ЗМІ різнилася залежно від того, які саме політичні сили за ними стоять. 1+1, який належить олігарху Коломойському, та 24 канал, що належить Садовому, підтримали протести[джерело?].

### Реакція суспільства
Реакція суспільства виявилася пасивною, на акцію протесту прийшло набагато менше людей, ніж очікували її організатори. Опитані українською службою BBC політологи вважають, що основними причинами пасивності суспільства були відсутність емоційного поштовху, притаманного масовим акціям протесту у 2004 і 2013 роках та низький рівень довіри населення до лідерів протестів.
Протягом акції протесту зростало незадоволення мешканців столиці діями протестувальників. Головною причиною незадоволення було розміщення наметів на проїжджій частині, що значно утруднювало рух центральною частиною міста.

### Реакція закордоном
Прес-секретар президента Росії Дмитро Пєсков заявив, що ситуація «далека від стабільності» та зауважив, що в Кремлі слідкують за ходом протестів.

## Результати
17 жовтня спікер Парламенту Андрій Парубій повідомив, що Венеціанська комісія рекомендувала відкликати з розгляду наявні законопроєкти щодо створення Антикорупційного суду, а також подати на розгляд законопроєкт Президента.
7 листопада в першому читанні був прийнятий проєкт Виборчого кодексу, який передбачає перехід від змішаної виборчої системи до пропорційної за відкритими списками.

## Оцінки
Журналіст та політичний оглядач Віталій Портников вважає акцію проявом звичного опозиційного популізму, та не вважає можливим реальне втілення лозунгу «Поліпшення життя вже сьогодні» за рахунок виконання вимог учасників.
Політолог Володимир Фесенко вважає факт, що лідери опозиції Юлія Тимошенко, Міхеіл Саакашвілі та Андрій Садовий продемонстрували єдність, поганим сигналом для Петра Порошенка.
Політолог та колишній народний депутат Тарас Чорновіл зазначив, що всі три вимоги мітингарів «правильні та коректні», а парламент мав давно ухвалити відповідні закони. Також він відзначив, що протести не сколихнули українське суспільство.
Соціолог Ірина Бекешкіна вважає, що акції протесту можуть перерости в новий майдан у тому разі, якщо влада грубо застосує силу до мітингувальників.